# Episodi de L'albero delle mele (ottava stagione)
L'ottava stagione della sitcom L'albero delle mele è stata trasmessa negli Stati Uniti dal 27 settembre 1986 al 9 maggio 1987. Charlotte Rae lascia la serie dopo essere apparsa nei primi due episodi mentre Cloris Leachman e Mackenzie Astin entrano nel cast principale e vengono inseriti nella sigla iniziale. In Italia la stagione è inedita.
| N° | Titolo originale         | Titolo italiano | Prima TV USA      | Prima TV Italia |
| -- | ------------------------ | --------------- | ----------------- | --------------- |
| 1  | Out of Peekskill: Part 1 |                 | 27 settembre 1986 | Inedito         |
| 2  | Out of Peekskill: Part 2 |                 | 27 settembre 1986 | Inedito         |
| 3  | Ready or Not             |                 | 4 ottobre 1986    | Inedito         |
| 4  | Another Room             |                 | 11 ottobre 1986   | Inedito         |
| 5  | Off-Broadway Baby        |                 | 1 novembre 1986   | Inedito         |
| 6  | The Little Chill         |                 | 8 novembre 1986   | Inedito         |
| 7  | The Ratings Game         |                 | 15 novembre 1986  | Inedito         |
| 8  | The Wedding Day          |                 | 22 novembre 1986  | Inedito         |
| 9  | Fast Food                |                 | 29 novembre 1986  | Inedito         |
| 10 | Where's Poppa?           |                 | 6 dicembre 1986   | Inedito         |
| 11 | Write and Wrong          |                 | 13 dicembre 1986  | Inedito         |
| 12 | Seven Little Indians     |                 | 3 gennaio 1987    | Inedito         |
| 13 | The Greek Connection     |                 | 10 gennaio 1987   | Inedito         |
| 14 | Post-Christmas Card      |                 | 17 gennaio 1987   | Inedito         |
| 15 | A Star Is Torn           |                 | 31 gennaio 1987   | Inedito         |
| 16 | A Winter's Tale          |                 | 7 febbraio 1987   | Inedito         |
| 17 | Cupid's Revenge          |                 | 14 febbraio 1987  | Inedito         |
| 18 | 62 Pick-Up               |                 | 21 febbraio 1987  | Inedito         |
| 19 | Boy About The House      |                 | 28 febbraio 1987  | Inedito         |
| 20 | Ex Marks the Spot        |                 | 7 marzo 1987      | Inedito         |
| 21 | Younger Than Springtime  |                 | 21 marzo 1987     | Inedito         |
| 22 | This Is Only a Test      |                 | 18 aprile 1987    | Inedito         |
| 23 | Rites of Passage: Part 1 |                 | 2 maggio 1987     | Inedito         |
| 24 | Rites of Passage: Part 2 |                 | 9 maggio 1987     | Inedito         |

## Out of Peekskill: Part 1
- Diretto da: John Bowab
- Scritto da: Michael Maurer e Paul Haggis

### Trama
La signora Garrett rincontra dopo molti anni un suo amico e collega, Bruce Gaines, con il quale un tempo lavorava nel Peace Corps. L'uomo le propone di sposarsi e andare a vivere in Africa. Nel frattempo, a Peekskill arriva la sorella della signora Garrett, Beverly Ann Stickle.
- Guest stars: Charlotte Rae (Edna Garrett), Robert Mandan (Bruce Gaines), Ruth Gillette (Ruth), Eve Smith (Eve) e Beverly Leech (Ragazza).

## Out of Peekskill: Part 2
- Diretto da: John Bowab
- Scritto da: Richard Gurman e Paul Haggis

### Trama
La signora Garrett e Bruce convolano finalmente a nozze e partono per l'Africa. Beverly Ann si stabilisce a Peekskill per sorvegliare le ragazze così come ha fatto sua sorella per tutti questi anni.
- Guest stars: Charlotte Rae (Edna Garrett), Robert Mandan (Bruce Gaines), Ruth Gillette (Ruth), Eve Smith (Eve), Charlie Dell (Pastore), Marc Mantell (Paramedico) e Richard M. Newkirk (Signore).

## Ready or Not
- Diretto da: John Bowab
- Scritto da: Jane Anderson

### Trama
Beverly Ann confida alle ragazze di essere in pensiero per Tootie. La ragazza sta correndo troppo con il suo fidanzato ma non accetta consigli da nessuno ora che è adulta.
- Guest stars: Claude Brooks (Rudy) e Lois Nettleton (Voce).

## Another Room
- Diretto da: John Bowab
- Scritto da: Michael Maurer, Martha Williamson e Katherine Green

### Trama
Stufa di condividere la stanza, Jo pensa di trasferirsi finché Beverly Ann non suggerisce di riorganizzare gli spazi della casa.
- Guest star: Kent Perkins (Virgil).

## Off-Broadway Baby
- Diretto da: John Bowab
- Scritto da: Martha Williamson

### Trama
Beverly Ann e le ragazze vanno a New York, dove Tootie ha un'audizione per uno spettacolo a Broadway. La ragazza capisce che lo showbusiness è spietato e sente di non essere ancora pronta.
- Guest stars: Stacey Q (Cinnamon), Barbara Sharma (Elayne), Darrow Igus (Agente) e Tom Henschel (Direttore di scena).

## The Little Chill
- Diretto da: Valentine Mayer
- Scritto da: Phil Doran e Douglas Arango

### Trama
Le ragazze organizzano una festa per l'arrivo di Nancy, Sue Ann e Cindy, le loro vecchie compagne di Eastland. Jo si sente esclusa poiché non ha mai avuto molto a che fare con loro.
- Guest stars: Felice Schachter (Nancy Olson), Julie Piekarski (Sue Ann Weaver) e Julie Anne Haddock (Cindy Webster).

## The Ratings Game
- Diretto da: John Bowab
- Scritto da: Ross Brown

### Trama
Blair e Jo utilizzano un sistema informatico per conoscere nuove persone.
- Guest stars: Kevin Blair (Doug), Bradley White (Bob), Larry Spinak (Don) e Paul Feig (Ron).

## The Wedding Day
- Diretto da: John Bowab
- Scritto da: Ross Brown, Michael Poryes e Shirley Brown

### Trama
Jo vuole sposare un immigrato in modo da fargli ottenere la cittadinanza statunitense.
- Guest stars: George Clooney (George Burnett), Robert Phalen (Arnold Jensen), Lewis Dauber (Floyd Barton) e Nick Corri (Enrico).

## Fast Food
- Diretto da: Marian Deaton
- Scritto da: Michael Maurer

### Trama
Natalie riesce a procurare a Blair un posto al ristorante messicano in cui lei lavora. Nel frattempo, Beverly Ann ha un appuntamento con un professore di Tootie.
- Guest stars: Orson Bean (Oliver Thompson), Alan Blumenfeld (Signor Simmons), Meg Wyllie (Signora Webster) e Blake Clark (Signore).

## Where's Poppa?
- Diretto da: John Bowab
- Scritto da: Micki Raton, Irma Kalish, Phil Doran e Douglas Arango

### Trama
Blair rimane senza parole quando scopre che suo padre è stato accusato di insider trading.
- Guest star: Nicolas Coster (David Warner).

## Write and Wrong
- Diretto da: John Bowab
- Scritto da: Jane Anderson e Ross Brown

### Trama
Natalie scopre che la nonna di Andy ha plagiato e venduto la sua storia e chiede aiuto a Beverly Ann.
- Guest stars: George Clooney (George Burnett), Billie Bird (Polly) e Dennis Drake (Jack).

## Seven Little Indians
- Diretto da: John Bowab
- Scritto da: John Boni

### Trama
Durante una notte buia e tempestosa, Beverly Ann, le ragazze, Andy e George vengono apparentemente uccisi da un misterioso killer.
- Guest stars: George Clooney (George Burnett) e Maurice LaMarche (Rod Sperling).
- Note: La sigla finale è differente rispetto a quella degli altri episodi.

## The Greek Connection
- Diretto da: John Bowab
- Scritto da: Sara V. Finney e Vida Spears

### Trama
Natalie deve scrivere un articolo sulla confraternita di Langley a cui Tootie vuole unirsi. Nel frattempo, Blair si infortuna giocando a hockey.
- Guest stars: Penelope Ann Miller (Kristen Morgan), Brenda Lynn Klemme (Debbie), Lela Rochon (Diana), Kristin Cumming (Becky) e Signy Coleman (Amy).

## Post-Christmas Card
- Diretto da: John Bowab
- Scritto da: Matt Gellar

### Trama
Natalie riceve in regalo una carta di credito e si dà alla pazza gioia.
- Guest star: Charles Levin (Looney Lou).

## A Star Is Torn
- Diretto da: John Bowab
- Scritto da: Martha Williamson

### Trama
Tootie riceve la visita di Cinnamon, la quale le confida di aver abbandonato il mondo dello spettacolo.
- Guest stars: George Clooney (George Burnett), Stacey Q (Cinnamon) e Sam Whipple (Stan).

## A Winter's Tale
- Diretto da: John Bowab
- Scritto da: Bob Underwood

### Trama
Le ragazze, poi raggiunte da Beverly Ann, partono per andare a sciare e scoprono che il loro alloggio è già stato occupato da un gruppo di ragazzi per un addio al celibato. Lo sposo sembra essere interessato a Blair.
- Guest stars: Doug Savant (Dwayne), Tom Hodges (Ernie) e Mark Savalle (Hopper).

## Cupid's Revenge
- Diretto da: John Bowab
- Scritto da: John Boni

### Trama
Gli ex fidanzati delle ragazze si rifanno vivi il giorno di San Valentino. Nel frattempo, Beverly Ann continua la frequentazione con il professor Thompson.
- Guest stars: Todd Hollowell (Jeff Williams), Woody Brown (Cliff Winfield), Orson Bean (Oliver Thompson) e Loren Lester (Roy).

## 62 Pick-Up
- Diretto da: John Bowab
- Scritto da: Phil Doran e Douglas Arango

### Trama
Beverly Ann, le ragazze ed Andy si catapultano negli anni Sessanta in compagnia di Bobby Rydell e Fabian.
- Guest stars: Bobby Rydell (Sé stesso) e Fabian (Sé stesso).

## Boy About The House
- Diretto da: John Bowab
- Scritto da: Austin Kalish e Irma Kalish

### Trama
I genitori adottivi di Andy si stanno separando e Beverly Ann decide di adottare il ragazzo.
- Guest stars: Jay Johnson (Ray Rollins) e Jean Sincere (Dorothy Newell).

## Ex Marks the Spot
- Diretto da: John Bowab
- Scritto da: Michael Maurer, Michael Poryes, Katherine Green e Richard Gurman

### Trama
Frank Stickle, l'ex marito di Beverly Ann, arriva in città e viene improvvisamente colto da un malore.
- Guest stars: Orson Bean (Oliver Thompson), Dick Van Patten (Frank Stickle), Lois Nettleton (Noreen Stickle), Takayo Fischer (Infermiera), Jeffrey Alan Chandler (Dottore) e Randy Brenner (Infermiere).

## Younger Than Springtime
- Diretto da: John Bowab
- Scritto da: Lawrence H. Levy

### Trama
Blair scopre che il padre di Jo è di nuovo single e cerca di farlo uscire con una donna.
- Guest stars: Alex Rocco (Charlie Polniaczek), Susan Walters (Cynthia Parks) e Linda Henning (Margaret Parks).

## This Is Only a Test
- Diretto da: Valentine Mayer
- Scritto da: Ross Brown e Martha Williamson

### Trama
Blair è convinta di poter entrare alla Scuola di Giurisprudenza grazie alla sua posizione sociale ma si renderà subito conto che dovrà sostenere il normale test di ammissione.
- Guest star: John O'Leary (Elmore Rusk).

## Rites of Passage: Part 1
- Diretto da: John Bowab
- Scritto da: Matt Geller e Racelle Friedman

### Trama
Jo non riesce a scrivere il discorso di Laurea e decide di non prepararne un altro finché non scopre che suo nonno è arrivato dalla Polonia per ascoltarla.
- Guest stars: Alex Rocco (Charlie Polniaczek), Claire Malis (Rose Polniaczek), Nicolas Coster (David Warner), Marj Dusay (Monica Warner), Sheldon Leonard (Josef Polniaczek) e Ben Piazza (Dean Howard Jones).

## Rites of Passage: Part 2
- Diretto da: Marian Deaton
- Scritto da: Michael Poryes

### Trama
L'arrivo dell'estate offre a ognuna delle ragazze un'opportunità, in particolare a Jo, alla quale viene offerto un lavoro a Los Angeles.
- Guest stars: Jonathan Perpich (Eric Sandler) e Adam Carl (Jeremy Bennett).